# 文冬 (1971年)
文冬（1971年12月—），山东济宁人，回族，中国共产党党员。中华人民共和国小学校长、第十三届全国人民代表大会山东省代表。

## 生平
1989年，文冬从师范学校毕业后进入济宁市普育回民小学工作，担任“自然”课老师、教导处副主任、业务副校长等职。先后荣获山东省小学教研教学先进工作者、山东省教学能手等荣誉称号。2018年，文冬被选为山东省出席第十三届全国人民代表大会代表。同年，调至济宁市三里营小学，任校长。